# بريجة عناية (غيزانية)
بريجة عناية (بالفارسية: بریچه عنایت) هي قرية وتقع في إيران في قسم غيزانية الريفي. يقدر عدد سكانها بـ 36 نسمة بحسب إحصاء 2016.